# ایژانزه (استان سیلسیان)
ایژانزه (به لهستانی:  Irządze) یک روستا در لهستان است که در گمینا ایژانزه واقع شده‌است. ایژانزه ۸۴۰ نفر جمعیت دارد.